# Gaultheria anastomosans
Gaultheria anastomosans là một loài thực vật có hoa trong họ Thạch nam. Loài này được (Mutis ex L.f.) Kunth mô tả khoa học đầu tiên năm 1819.